# 2024-es zágrábi iskolai késelés
2024. december 20-án reggel egy 19 éves férfi megkéselt hét embert egy iskolában a horvátországi Zágrábban, egy gyermek életét vesztette, másik hat pedig megsebesült, a támadó pedig öngyilkosságot kísérelt meg. Ez volt az első iskolai mészárlás Horvátországban az 1972-es zárai iskolai lövöldözés óta, amelyben két tanárt lelőtt egy 19 éves diák.
A támadó 09 óra 50 perc körül bement a Prečko Általános Iskolába, és a folyosón fizikailag megtámadt egy diákot, majd késsel megrohant egy véletlenszerű osztályt, megölt egy hétéves diáklányt, valamint megsebesített további öt diákot és egy tanárt. A 62 éves tanárnő állítólag megpróbálta megvédeni a gyerekeket a késtől, mielőtt ő is megsérült. Egy helikopter mentőautó szállt le az iskola udvarán, és hat mentőautó sietett a helyszínre, akik a sebesülteket a zágrábi kórházakba szállították.
A késelő az iskola egykori tanulója volt; 2023-ban került ki a nyilvánosság elé, hogy mentális egészségügyi problémákkal küzd, és korábban is kísérelt meg öngyilkosságot. A támadó édesanyja a 24sata hírügynökségnek elmondta, hogy fiát a támadás napján egy pszichiátriai intézetbe szállították kezelésre, és nem tudja, mikor és hogyan került végül a Prečko Általános Iskolába. Azt is elmondta, hogy félt a fiától a viselkedése miatt, és egy hónappal a támadás előtt túszul tartotta őt és nagymamáját a saját lakásukban. Az RTL horvát médiaoldal arról számolt be, hogy a támadó a kések és szablyák megszállottja volt, amelyeket az interneten vásárolt. Állítólag olyan megjegyzéseket tett közzé a közösségi hálózatokon, amelyekben panaszkodott a vásárolt kések tompaságára.
A támadás napján a horvát egészségügyi minisztérium bejelentette, hogy elküldték az ellenőrzést abba az intézménybe, ahol a támadót kezelték. A kormány a következő napot, 2024. december 21-ét gyásznappá nyilvánította. Később, a támadás napján Tomislav Tomašević zágrábi polgármester és Andrej Plenković miniszterelnök előterjesztett egy listát azokról az óvintézkedésekről, amelyeket minden horvát iskolában megtesznek, hogy megakadályozzák az újabb támadást. 
A zágrábi polgárok egész nap összegyűltek az iskola előtt, hogy gyertyát gyújtsanak, játékokat és üzeneteket helyezzenek el az áldozat tiszteletére.[A Horvát Pedagógusok Szakszervezetének elnöke az iskolai erőszak elleni védekezés és megelőzés országos tervének elkészítését szorgalmazta. A Horvát Pedagógusok Szakszervezete, a Preporod Szakszervezet és a Horvát Középiskolai Dolgozók Független Szakszervezete december 23-ra felvonulást hirdetett „Za sigurnu školu” (A biztonságos iskoláért) néven. Külföldön Szerbia elnöke, Aleksandar Vučić őszinte részvétét fejezte ki az incidensben elhunytak családjainak saját maga és Szerbia nevében. Az Egyesült Államok horvátországi nagykövete, Nathalie Rayes is részvétét fejezte ki.

## Lásd még
- 1972-es lövöldözés a zárai gimnáziumban